# Tour du Sablon
La Tour du Sablon ou Tour Sablon, parfois appelée Tour Stevens ou Tour Blaton, est un gratte-ciel de la ville de Bruxelles, en Belgique, tenant son nom du quartier éponyme du Sablon. 
La tour fut construite entre 1966 et 1968 à l'endroit où se trouvait la première Maison du Peuple, dessinée par Victor Horta pour le parti ouvrier belge et inaugurée en 1899. Elle fut démontée en 1965 pour laisser place à la tour actuelle, ce qui en fait, à ce titre, un exemple de bruxellisation.

## Images

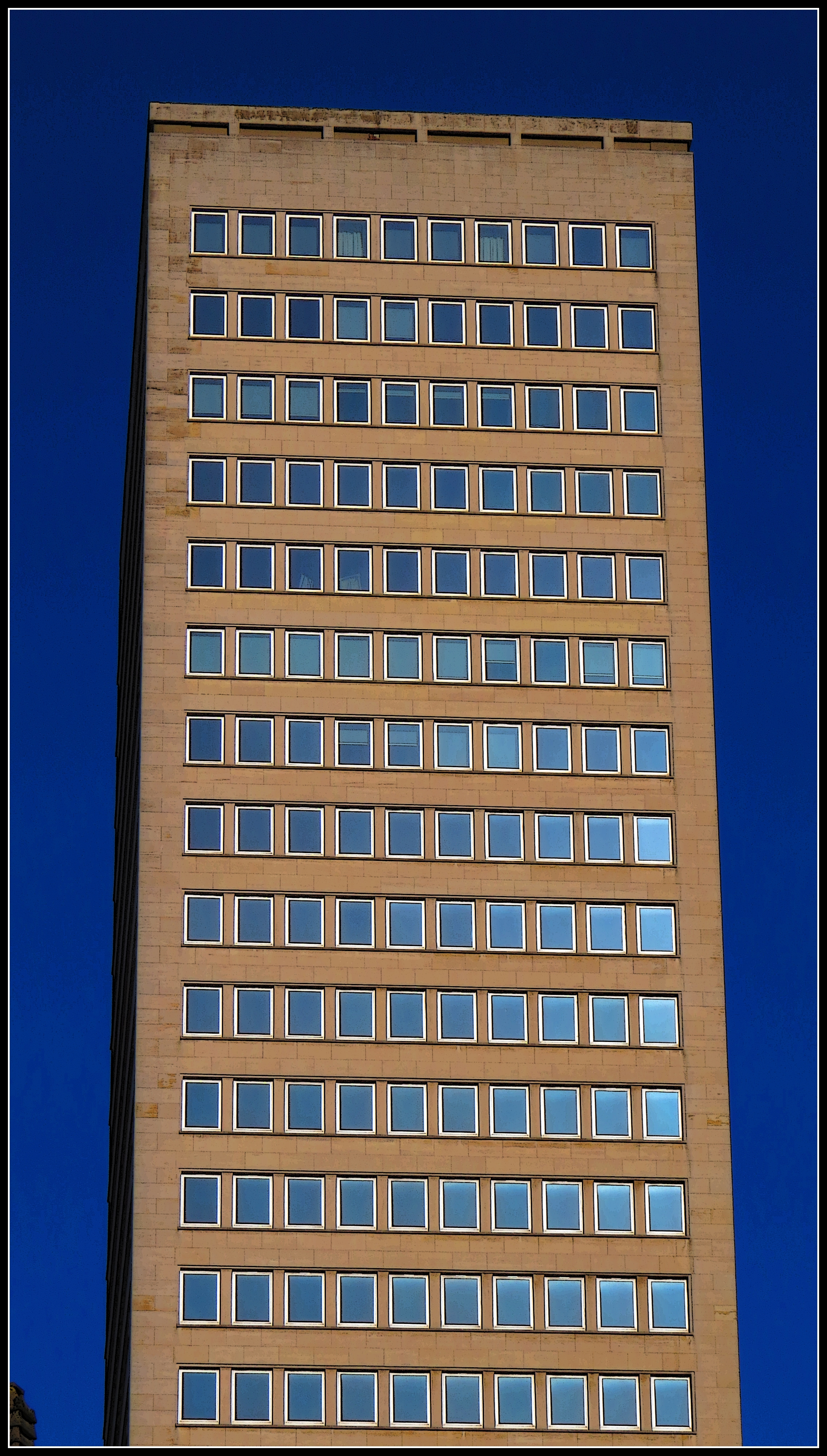
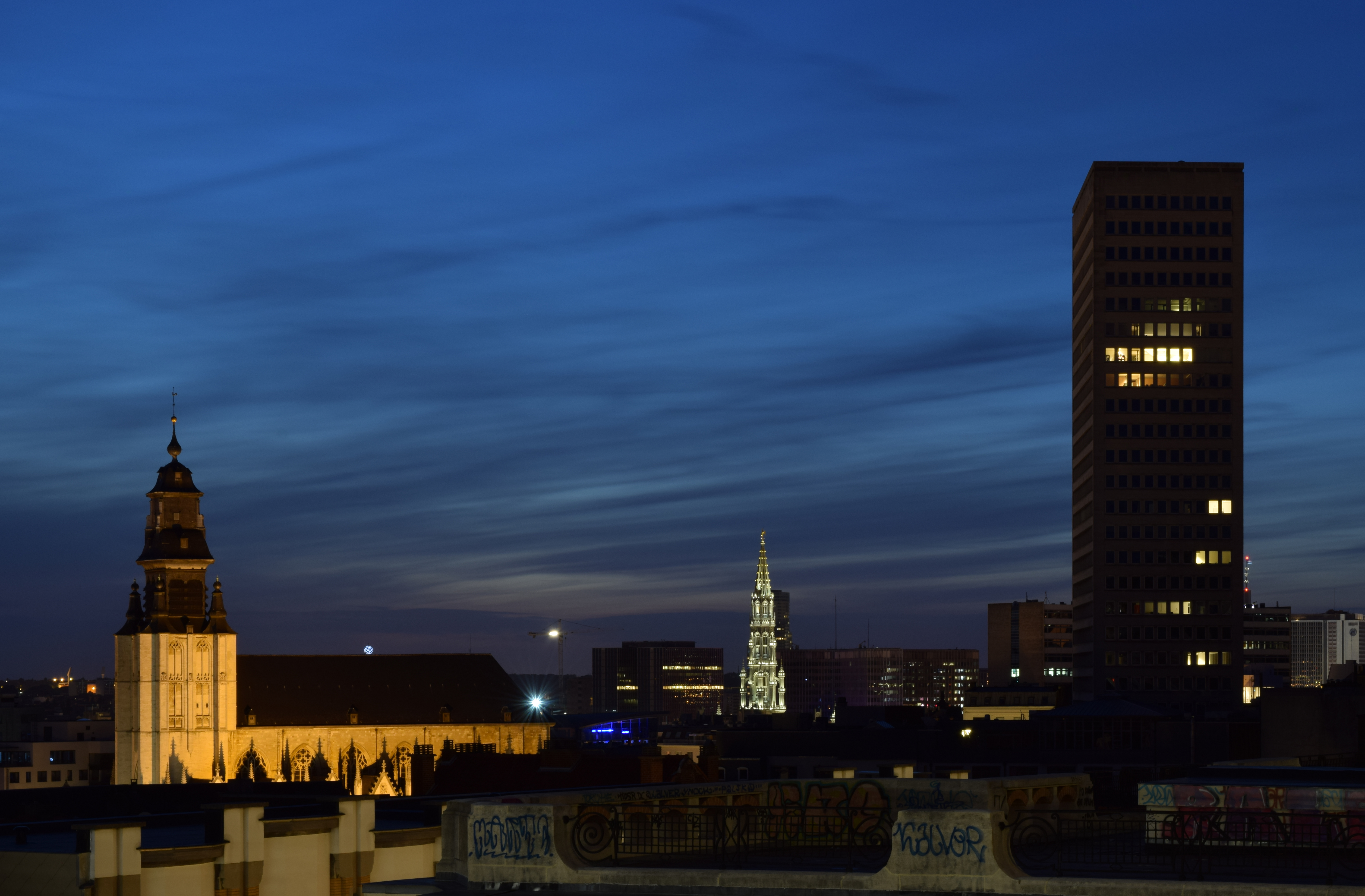
Vue depuis la place Poelaert, de nuit.
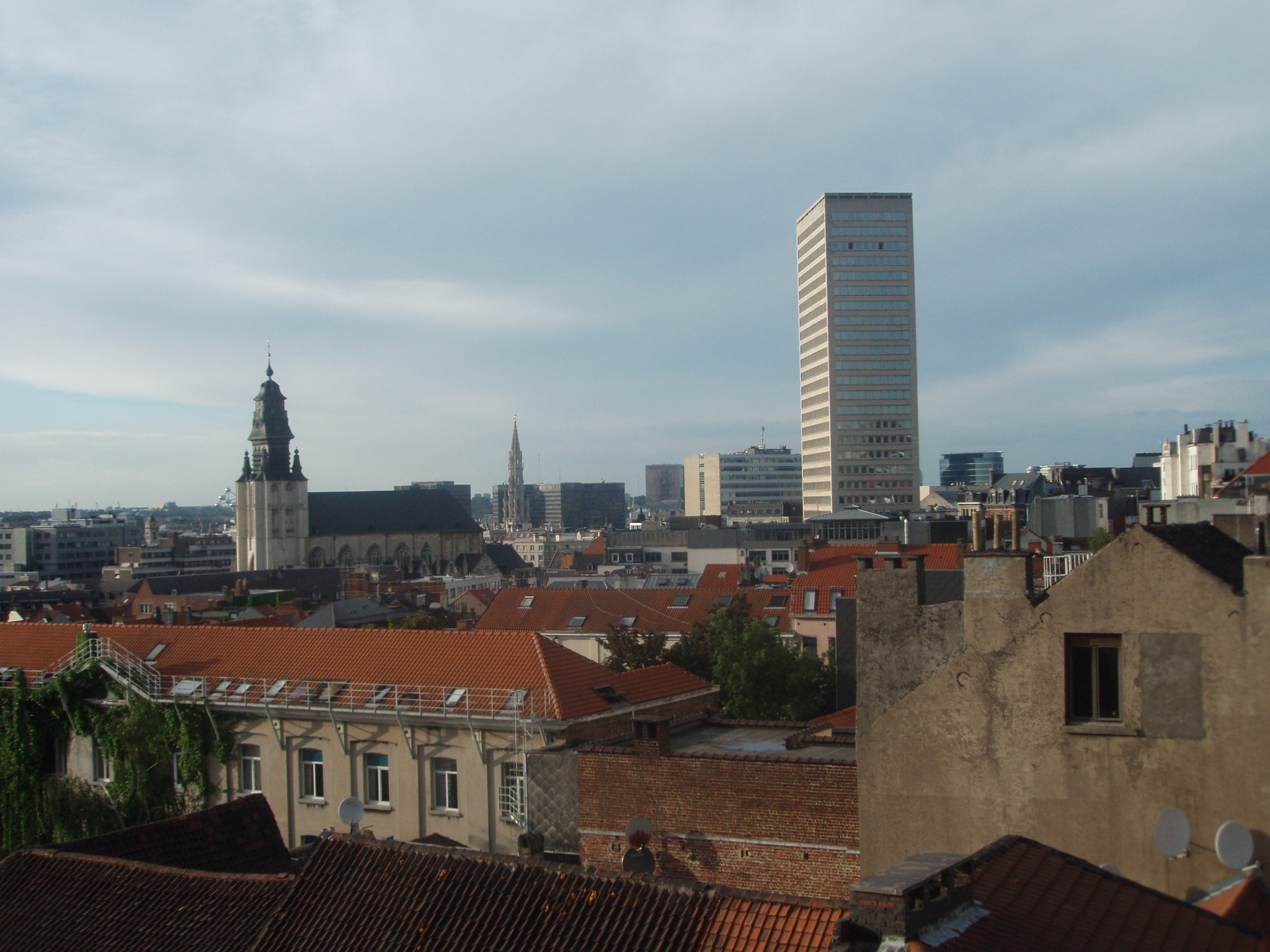
Même vue, de jour, avec le quartier des Marolles en contrebas.
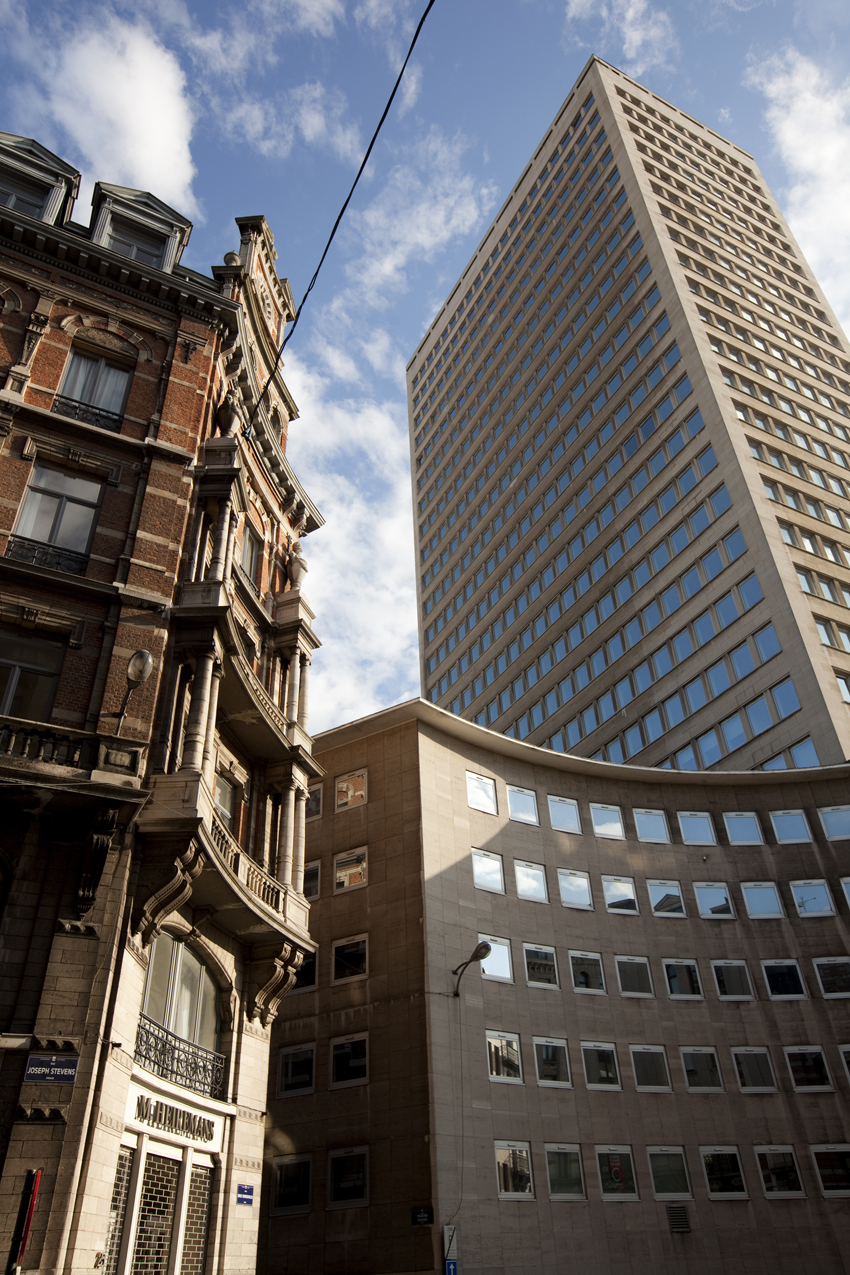
Vue depuis la place Emile Vandervelde.
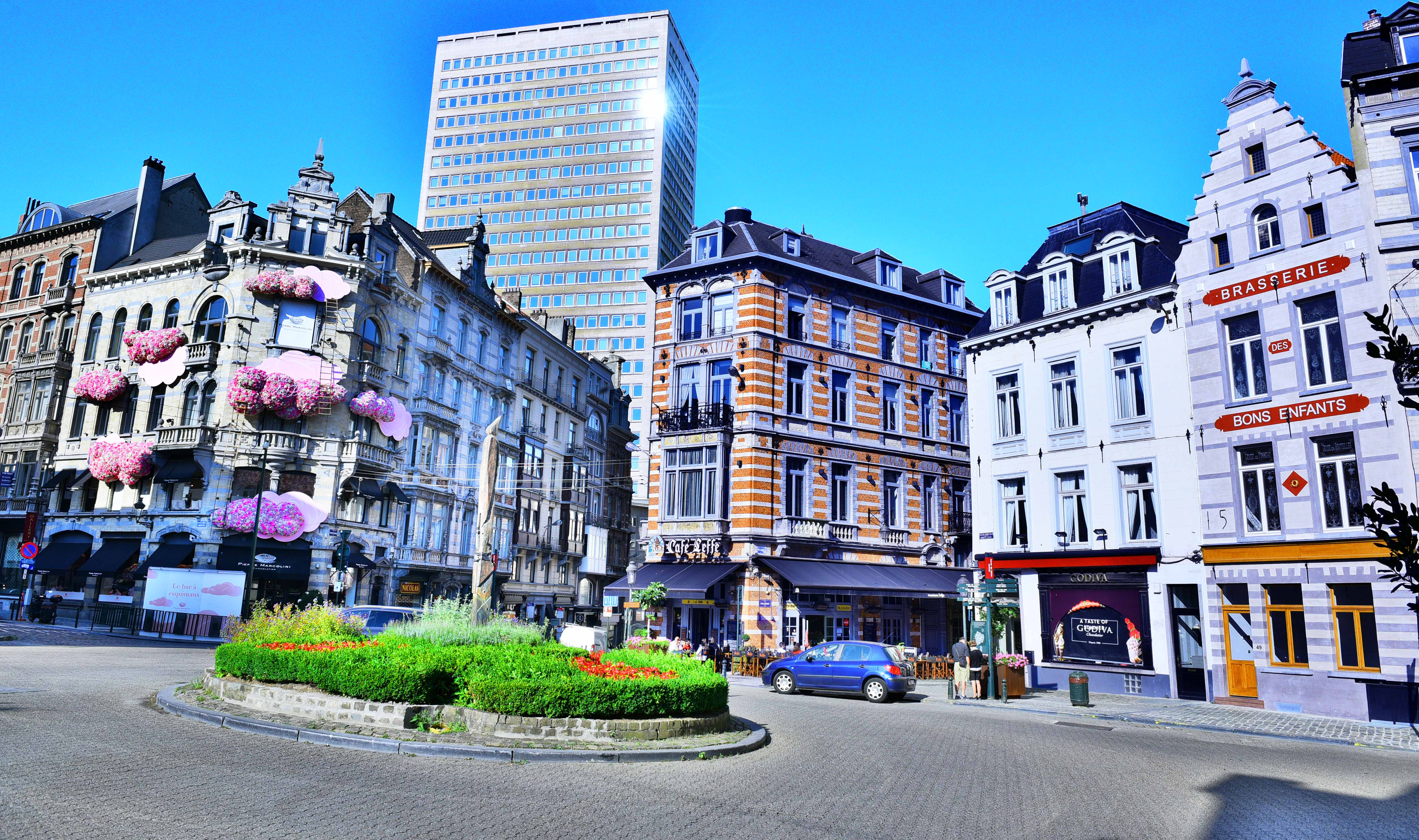
Vue depuis la place du Grand Sablon.